# Foncine-le-Haut
Foncine-le-Haut là một xã trong vùng hành chính Franche-Comté, thuộc tỉnh Jura, quận Lons-le-Saunier, tổng Les Planches-en-Montagne. Tọa độ địa lý của xã là 46° 39' vĩ độ bắc, 06° 04' kinh độ đông. Foncine-le-Haut nằm trên độ cao trung bình là 860 mét trên mực nước biển, có điểm thấp nhất là 750 mét và điểm cao nhất là 1206 mét. Xã có diện tích 28.95 km², dân số vào thời điểm 1999 là 945 người; mật độ dân số là 33 người/km².

## Thông tin nhân khẩu
| 1962 | 1968 | 1975 | 1982 | 1990 | 1999 |
| ---- | ---- | ---- | ---- | ---- | ---- |
| 728  | 785  | 710  | 773  | 855  | 945  |

## Địa điểm tham quan
Nhà thờ giáo khu của Foncine-le-Haut được xây dựng trong thế kỉ thứ 16 và cải tạo trong thế kỉ thứ 17. Xuất phát từ thế kỉ thứ 18 là nhà thờ Les Ruines; ngoài ra là nhà thờ Saint-Joseph từ thế kỉ thứ 17.